# ×Pucciphippsia vacillans
Pucciphippsia vacillans là một loài thực vật có hoa trong họ Hòa thảo. Loài này được (Th.Fr.) Tzvelev miêu tả khoa học đầu tiên năm 1971.